# Piebaldismus

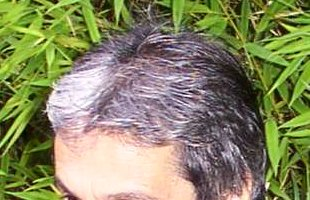
Weiße Stirnlocke beim Piebaldismus

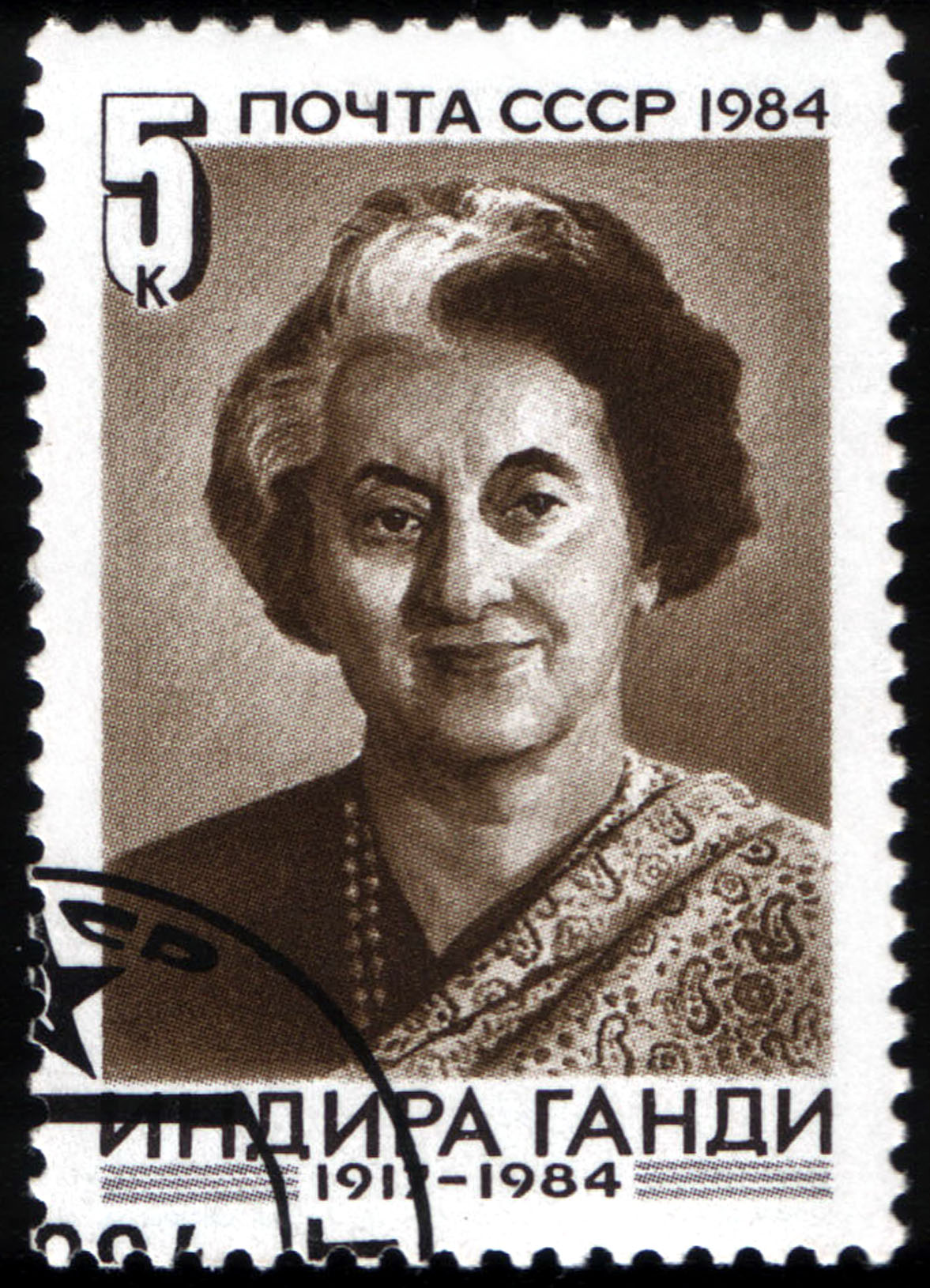
Indira Gandhi

Der Piebaldismus, der auch als Albinismus partialis (partieller Albinismus) bezeichnet wird,  ist ein sehr seltenes autosomal-dominant vererbtes Syndrom, bei dem es zur Ausbildung einer weißen Stirnlocke (Poliosis, in 90 % der Fälle) kommt. Außerdem findet man eine umschriebene Hypopigmentierung der Haut (Leukodermie), das sind weiße Flecken (Maculae) vor allem im Gesicht, am Hals, am vorderen Oberkörper und an den Flanken. Innerhalb dieser Depigmentierungen sind häufig fleckförmige Hyperpigmentierungen zu finden. 
Die weiße Stirnlocke hat ein charakteristisches Aussehen; sie ist eine Haar-Heterochromie. Sie wächst im Stirnbereich, und ihre Spitze ist nach unten gerichtet. 
Eine kausale Therapie des Piebaldismus ist nicht möglich.

## Ursache
Ursache des Piebaldismus ist eine Mutation im KIT-Gen, das auf dem langen Arm des Chromosom 4 lokalisiert ist und für den KIT-Rezeptor kodiert. Der KIT-Rezeptor spielt eine Rolle bei der Wanderung der Melanozyten in der Entwicklung des Embryos (Embryogenese). Dadurch kommt es in bestimmten Arealen zu einem Fehlen beziehungsweise zu einer Fehlverteilung der Melanozyten. Der Piebaldismus ist also trotz des irreführenden Namens kein Albinismus, sondern ein Leuzismus.

## Varianten
Varianten des Piebaldismus sind das von-Waardenburg-Syndrom (verbunden mit einer Hörbehinderung) und das Wolf-Syndrom.